# Музей марок и монет Монако
Музей марок и монет Монако (фр. Musée des timbres et des monnaies de Monaco) — филателистический и нумизматический музей, расположенный на территории Княжества Монако. Коллекция музея в полной мере позволяет проследить историю почты и почтовых марок этого государства.

## История
В конце XIX века английский пастор, преподобный Г. Г. Барбье, собрал уникальную коллекцию почтовых марок, посвящённую Княжеству Монако. После смерти пастора эту коллекцию приобрёл князь Монако Альберт I, а следующий князь Луи II значительно её дополнил. Князь Ренье III в 1950 году задумал выставить коллекцию на всеобщее обозрение. В 1987 году была создана консультативная комиссия, ответственная за классификацию и пополнение филателистического собрания. С 1996 года Музей почтовых марок открылся для посетителей. В 2001 году он получил название более соответствующее содержанию коллекций — Музей почтовых марок и монет.

## Экспозиция
Помещение музея разделено на два зала. В Большом выставочном зале находятся две постоянные экспозиции музея: выставка монет княжества Монако с 1641 года и выставка филателистической продукции этой страны с 1885 года до наших дней. В Зале редких марок выставлены бесценные и редкие предметы. Например, конверт из Ментона от 12 апреля 1851 года с экземпляром марки из первой серии марок Сардинского королевства, первые цветные марки Монако, 5-франковые монеты с изображением князя Карла III.
Кроме того посетители могут увидеть:
- ротационную печатную машину, которая прослужила в типографии Монако более 50 лет;
- различные пунсоны для марок и монет;
- ручной типографский станок, на котором сотрудники музея во время различных мероприятий демонстрируют процесс изготовления марок.

## MonacoPhil
С 1997 года в Музее марок и монет Монако, под патронатом Князя Монако, проводится международная филателистическая выставка «MonacoPhil» («МонакоФил»). На выставке, проходящей один раз в два года, экспонируются 100 редчайших почтовых вещей мира. Мировые филателистические раритеты предоставляются членами «Клуба элитной филателии Монте-Карло». Членами этого клуба являются как частные коллекционеры, так и ведущие почтовые музеи мира. Выставки «MonacoPhil» не являются конкурсными, поэтому жюри на этих выставках нет и награды не присуждаются. К каждой выставке выпускается полноцветный каталог, в котором изображены все выставленные предметы с описанием на французском и английском языках.